# Prva svetovna vojna na Slovenskem
Med prvo svetovno vojno je bila vsa današnja Slovenija del Avstro-Ogrske, ki je bila ves čas (1914-1918) udeleženka vojne na strani centralnih sil. Slovenski moški so bili vpoklicani v Avstro-ogrsko vojsko, večinoma v pehotne polke III. graškega korpusa. Po delnih podatkih je v vojni padlo 25.136 vojakov s slovenskega ozemlja. Na zahodnem robu slovenskega ozemlja se je odvijala soška fronta (1915-1917), kjer se je Avstro-Ogrska spopadla z Italijo in jo nazadnje uspela potisniti na zahod. Vojna je imela zaradi pomanjkanja, beguncev s fronte in španske gripe, ki je izbruhnila kmalu po vojni, tudi v zaledju in med civilnim prebivalstvom hude posledice.
Že pred vojno so Slovenci želeli z drugimi južnimi Slovani oblikovati skupno državno tvorbo, Jugoslavijo, ki pa je bila sprva mišljena le kot tretja avtonomna enota habsburške monarhije poleg Avstrije in Ogrske (trializem). Med vojno je leta 1917 potekalo obsežno podpisovanje peticije za majniško deklaracijo, ki je zahtevala trialistično ureditev. Peticijo so podpisovale predvsem ženske, saj so bili moški na fronti. Ker so avstro-ogrske oblasti med vojno še naprej zavračale narodnostne koncesije Slovencem, so slovenski politiki postopoma začeli zagovarjati združitev okoli neodvisne Srbije. Vojna se je končala s porazom in razpadom Avstro-Ogrske. Slovenci so se s Hrvati in Srbi nekdanje Avstro-Ogrske povezali v Državo Slovencev, Hrvatov in Srbov, ki se je po enem mesecu združila s Srbijo v Kraljevino Srbov, Hrvatov in Slovencev (Jugoslavijo).
Slovenci so se kmalu po koncu vojne začeli spopadati z Nemško republiko Avstrijo za svojo severno etnično mejo. Rudolf Maister je že leta 1918 uspešno zagotovil priključitev Maribora in pretežno slovenskega zaledja Jugoslaviji, na Koroškem pa je bilo zasedenega le malo ozemlja. Nazadnje je bil spor na večini s Slovenci poseljene Koroške odločen s plebiscitom, v katerem se je večina prebivalstva opredelila za avstrijsko državo. Avgusta 1919 je jugoslovanska vojska zasedla Prekmurje, ki je bilo pred tem del Madžarske. Primorska, zahodna tretjina slovenskega ozemlja, je z Rapalsko pogodbo (1920) bila dodeljena Kraljevini Italiji kot eni od zmagovalk. Italijanske oblasti so takoj pričele s politiko poitalijančevanja.

## Slovenci ob izbruhu vojne
Slovensko ozemlje znotaj Avstro-Ogrske ni tvorilo posebne upravne enote, temveč so Slovenci poseljevali mnoge različne kronske dežele, od katerih so etnično večino predstavljali le na Kranjskem. Manjše, a pomembne deleže prebivalstva so predstavljali na Štajerskem, Koroškem in v Avstrijskem Primorju. Večina Slovencev je prebivala v Cislajtaniji, avstrijski polovici države, prekmurski Slovenci pa v Translajtaniji, ogrski polovici države, in sicer v Železni županiji in Zali. Beneški Slovenci so ozemeljsko pripadali Italiji.
Ob izbruhu vojne so oblasti množično zapirale slovenske intelektualce.

## AgresijaKraljevine Italijena s Slovenci poseljeno avstro-ogrsko ozemlje
24. maja 1915 je vojska Kraljevine Italije prestopila mejo z Avstro-Ogrskim cesarstvom in s tem vstopila v vojno na strani Antante.
Odločil je sam kralj , ki se sploh ni posvetoval s parlamentom, čeprav je vojna napoved bila v njegovi pristojnosti. Viktor Emanuel III. je torej izvedel nekakšen državni udar, ko je sam napovedal vojno in ukazal svojim armadam, naj zakorakajo proti vzhodu.
Vojaki, ki so drli proti Gorici, sploh niso vedeli, kje so... Baje je italijanska vojska za zavzetje Gorice izgubila 35.000 mož. Približno toliko, kolikor prebivalcev je imela »avstrijska Nica«. Zato je v tem »nepotrebnem pokolu«, kakor ga je imenoval rimski papež, spontano nastala znana pesem o »prekleti Gorici« (O Gorizia tu sei maledetta), v kateri neuki vojaki tarnajo, da jim govorijo o »bojnih poljih slave«, ki pa se nahajajo »onkraj naših meja« .— Stojan Spetič, »Prekleta Gorica«, Primorski dnevnik 21. Maja 2025, str. 30 - Odprta tribuna

## Mobilizacija
Večina Slovencev je prebivala v Cislajtaniji in tudi večina slovenskih vojakov je bila vpoklicana v III. graški korpus cesarske in kraljeve vojske oziroma v cesarsko-kraljevo domobranstvo. Ob začetku vojne so Slovenci predstavljali absolutno večino vojakov (v vseh po 86 %) v 17. ljubljanskem pehotnem polku, 87. celjskem pehotnem polku in 27. ljubljanskem domobranskem pehotnem polku (kasneje 2. gorski strelski polk). Slovenci so prevladovali tudi v 7. ljubljanskem lovskem bataljonu (85 %) in v 20. tržaškem lovskem bataljonu (58 %). Pomemben delež vojakov so predstavljali tudi v 97. tržaškem pehotnem polku (45 %) in v 29. zrenjaninskem pehotnem polku (30 %). V 47. mariborskem pehotnem polku, 26. mariborskem domobranskem pešpolku in 7. celovškem pehotnem polku so predstavljali po okoli 20 % vojakov in v 22. sinjskem pehotnem polku okoli 10 % vojakov.
Prekmurski Slovenci so bili vpoklicani v 48. velikokaniški pehotni polk ali pa v 83. sombotelski pehotni polk, ki sta bila del V. bratislavskega korpusa. Ker je Prekmurje spadalo v ogrsko polovico države, so bili lahko vpoklicani tudi v ogrsko domobranstvo (Honvéd), in sicer v 18. šopronski honvedski pehotni polk in 20. velikokaniški honvedski pehotni polk.
Nekateri Slovenci so se kasneje borili tudi na zavezniški strani. Beneški Slovenci so bili italijanski vojaški obvezniki in so bili vpoklicani v italijansko vojsko. Nekateri ameriški Slovenci so bili vpoklicani v ameriško vojsko. Nekateri Slovenci so se v vojnem ujetništvu prostovoljno pridružili zavezniškim četam (dobrovoljci).